# Székely Dénes (koreográfus)
Székely Dénes (Bodos, 1935. szeptember 23. – Budapest, 2011. január 2.) erdélyi magyar folklorista, néptánc-koreográfus.

## Életútja, munkássága
Tanítóképzőt végzett Székelykeresztúron (1953), majd a Bolyai Tudományegyetemen szerzett lélektan–pedagógia szakos tanári diplomát (1957). A marosvásárhelyi Állami Székely Népi Együttes táncosa, majd koreográfusa volt, számos külföldi sikert is arattak. Kenyérkereső foglalkozása a tanítás volt a Tanítóképző Intézetben.
A néphagyományokkal, különösképpen a néptáncokkal kapcsolatos írásai, táncfeldolgozásai 1964 óta jelentek meg a Művelődésben és a Napsugárban. Munkássága elismeréseként megkapta az EMKE Kacsó András-díját. 1991-ben Barót központtal megalakították Erdővidéki Népi Együttest, az alapítók egyike Székely Dénes.
Táncol a székely című kötetében megírta a Székely Népi Együttes történetét, világsikereit, 6 aranyérmet hozott az együttes Marosvásárhelynek, az együttes megalakulását követő táncházmozgalom sajátosságairól is írt.

## Kötetei
- Marosmenti táncok. Bukarest, 1964
- Bál Ruşi Munţii-n. Táncjáték (Marosoroszfalun). Marosvásárhely, 1968
- Táncol a székely. Marosvásárhely : Lyra Kiadó, 2005